# احقاف (سرزمین)
 أَحقاف  دهستان مخروبه و قدیمی از توابع استان حضرموت در کشور یمن و در شبه جزیره عربستان واقع می‌باشد. این مکان تاریخی در شمال 
«حضرموت» واقع شده‌است. 

## آثار تاریخی احقاف
آثار تاریخی گوناگونی در «منطقهٔ احقاف» کشف شده‌است. آثار زیادی از دوران پیشین در سراسر منطقهٔ أََحقاف کشف شده‌است، آثار متعددی از دوران گذشته در سراسر  أَحقاف  وجود دارد، گویند آثار به جا مانده از دوران ارم ذات العماد که در قرآن ذکر شده‌است باقی مانده‌است. گویند قبیلهٔ ارم در این منطقه می‌زیسته‌اند که به سبب غضب الهی به هلاکت رسیده‌اند.

## منبع
- المقحفی، ابراهیم، احمد ، (مُعجَم المُدُن وَالقَبائِل الیَمَنِیَة) ، منشورات دار الحکمة، صنعاء، چاپ پنجم، وانتشار سال ۱۹۸۵ میلادی به (عربی).